# Tony Cascarino
Tony Cascarino (* 1. září 1962, Orpington) je bývalý irský fotbalový útočník.
Narodil se nedaleko Londýna a hrál za anglické kluby, ale nastupoval za irskou reprezentaci, protože jeho dědeček z matčiny strany pocházel z Irska. Účastnil se mistrovství Evropy ve fotbale 1988, mistrovství světa ve fotbale 1990 (gólem v penaltovém rozstřelu proti Rumunsku přispěl k postupu Irů do čtvrtfinále) a mistrovství světa ve fotbale 1994. V roce 1988 vyhrál s Millwall FC Football League Second Division a postoupil do nejvyšší soutěže, s Chelsea FC hrál ve finále FA Cupu 1994. Pak působil ve Francii, s Olympique Marseille obsadil první místo v Ligue 2 v sezoně 1994/95 (kdy týmu kvůli úplatkářské aféře nebylo dovoleno postoupit do nejvyšší soutěže) a druhé místo v roce 1995/96, v obou případech byl nejlepším střelcem ligy. V roce 1998 zase pomohl k návratu do první ligy AS Nancy
Po ukončení aktivní kariéry se živí jako profesionální hráč pokeru a komentátor fotbalových přenosů. V roce 2000 vydal autobiografii Full Time: The Secret Life of Tony Cascarino, v níž otevřeně popsal své mimomanželské avantýry, užívání dopingu a závislost na hazardu. Také přiznal, že irské občanství dostal neoprávněně, protože jeho matka byla irským dědečkem adoptována, takže ve skutečnosti nemá ani kapku irské krve.